# NGC 7475/2
NGC 7475/2 је елиптична галаксија у сазвежђу Пегаз која се налази на NGC листи објеката дубоког неба.
Деклинација објекта је + 20° 5' 4" а ректасцензија 23h 4m 11,6s. Привидна величина (магнитуда) објекта NGC 7475 износи 14,8 а фотографска магнитуда 15,8. NGC 74752 је још познат и под ознакама UGC 12337, MCG 3-58-28, CGCG 453-59, PGC 70382.